# Weng Tojirakarn
Weng Tojirakarn (en tailandés: เหวง โตจิราการ, rtgs: Weng Tochirakan: Weng Tochirakan pronunciación : [wěːŋ aːt͡ɕìʔraːkaːn]; nacido el 1 de abril de 1951) es un médico y político tailandés. Es un activista  del Frente Unido Nacional por la Democracia contra la Dictadura (FUNDD), conocidos coloquialmente como los "Camisas Rojas" y desde 2011, ha sido diputado por el Puea Thai.

## Vida y activismo político

### Juventud y actividad en el movimiento de la democracia
Nacido en el seno de una pobre familia de inmigrantes chinos, Weng fue admitido en la prestigiosa Escuela Triam Udom Suksa por su excepcional inteligencia. Estudió en la Facultad de Medicina del Hospital Ramathibodi, asociada a la Universidad de Mahidol y fue secretario general del Centro de Estudiantes de Medicina de Tailandia. Weng se consideró un discípulo del monje budista Buddhadasa Bhikku y cree que sus enseñanzas budistas lo influenciaron en su activismo político y social. Participó en las revueltas prodemocráticas de 1973 y en las protestas estudiantiles de 1976 que condujo a la masacre de la Universidad de Thammasat, y al retorno de un nuevo régimen militar.
Como otros intelectuales radicales, Weng y su esposa, la microbióloga Thida Thavornseth, se unieron al proscrito Partido Comunista de Tailandia, y huyeron a sus campamentos establecidos en la selva. Durante los siguientes seis años, Weng fue parte de la unidad médica del Partido Comunista, en donde se encargaba de curar a los camaradas heridos y enfermos. Tras la derrota de los Comunistas,  regresó a Bangkok. En 1992, se unió a las protestas en contra del breve régimen militar de Suchinda Kraprayoon, que fue recordado como el mayo negro. Fue cofundador de la Confederación por la Democracia.

### Oposición hacia Thaksin
Weng Tojirakarn fue opositor a la administración del Primer ministro Thaksin Shinawatra. En particular,  criticó la ley "hecha a la medida" que permitía a Thaksin y a sus familiares vender sus acciones valoradas en miles de millones de bahts de su compañía Shin Corp a inversores de Singapur, sin tener que pagar impuestos. Se unió al movimiento ciudadano en contra de Thaksin, junto con Chamlong Srimuang quién había sido el portavoz del movimiento por la democracia en 1992. El movimiento anti-Thaksin paso a convertirse en la Alianza Popular por la Democracia (PAD), los llamados "Camisas Amarillas", pero Weng se sintió cada vez más distanciado de sus amigos políticos. Finalmente rompió con el PAD cuando pidieron que el nuevo Primer ministro fuese designado por el rey, evadiendo la nominación parlamentaria (el monarca declinó la opción de todas formas), o la intervención militar. Weng percibió esta demanda como antidemocrática y acusó a los ''Camisas Amarillas'' de desarrollarse en una dirección neonazi, egoísta, corrupta y terrorista.

### Activismo en el UDD
Después del golpe de Estado de 2006, que derrocó al Primer ministro Thaksin, y el retorno de un nuevo gobierno militar, Weng cambió de bando político y se unió "Camisas Rojas", que eran partidarios de Thaksin. Tras las violentas manifestaciones antigubernamentales convocadas por los Camisas Rojas en marzo de 2010, y las sangrientas represiones militares entre abril y mayo de ese año, Weng, junto a otros líderes de los Camisas Rojas, se rindieron ante la policía el 18 de mayo y fueron arrestados. El 1 de diciembre de 2010, su esposa Thida fue nombrada presidente de la UDD. Weng fue puesto en libertad bajo fianza el 22 de febrero de 2011. Fue elegido diputado de la lista vencedora Puea Thai, durante las elecciones generales de 2011.
En 2014  emitió un veredicto sobre el asesinato de Kamol Duangphasuk, un célbre poeta tailandés que fue encontrado muerto en su propio auto.